# Lašva
Lašva (srbsky Лашва) je řeka v Bosně a Hercegovině (Středobosenský, Zenicko-dobojský kanton). Měří 52,54 km.

## Tok řeky
Řeka má dvě zdrojnice (Karaulská a Komarská Lašva), které pramení v masivu Vlašić, na středozápadě země. Lašva samotná vzniká jejich soutokem u města Turbe. Řeka Lašva poté teče jihovýchodním směrem. Protéká širokým a hustě osídleným údolím, ve kterém se nacházejí města Travnik a Vitez a řada dalších, menších sídel. U vesnice Kaonik příbírá říčku Ivanjica, než se poté po několika kilometrech vlévá konečně do řeky Bosny jižně od města Zenica.
Mezi hlavní přítoky Lašvy patří Grlovnica, Bila, Kruščica a Ivančica.

## Využití
Jejím údolím  (Lašvanska dolina) vede důležitá silnice, spojující Banja Luku se Sarajevem. V minulosti byla tímto údolím vedena i úzkorozchodná železnice. Význam údolí je i historický, neboť jeho široké louky představovaly v hornaté Bosně důležitou spojnici ze Sarajeva směrem na severozápad, k městům jako jsou Jajce nebo Gornji Vakuf.
Na řece se nenacházejí větší žádné vodní elektrárny.
Řeka byla využívána k rýžování zlata již Kelty i Římany. 